# 関泰章
関 泰章（せき やすあき、1980年〈昭和55年〉6月18日 - ）は、日本の元俳優である。

## 来歴
中学2年生の秋、調布シニアリーグの中心打者だった関は秋の関東大会の準決勝で、江戸川南シニアリーグのエース・松坂大輔と対戦。翌年の夏には二人ともシニアリーグの日本代表チームのメンバーに選ばれ、世界大会（AA世界野球選手権大会）が開催されるブラジルに一緒に遠征した。代表チームを率いたのが調布シニアリーグの渡辺忠監督であったことから、関はチームの副主将を任された。
1996年、帝京高校に進学。プロ野球選手の森本稀哲と人形師の鈴木章人とは高校の同期。
1998年に夏の甲子園に出場。チームとしては3年ぶりの甲子園出場であった。関は背番号11を付け、控えの外野手だった。帝京は3回戦で島根県代表の浜田高校と対戦。0-2でリードされた5回表、一死走者なしの場面で関は代打起用される。監督からは「ツースリーまで待って、ホームランを打ってこい」と指示を受けたが結果はレフトフライに終わった（相手投手は和田毅）。これが関の大会唯一の打席となった。
高校卒業後は一般入試を受けて駒澤大学に進学。野球部には入らなかった。
2000年9月、松坂が球団所有の車を路上駐車して刑事処罰を受け運転免許証が取り消し処分となった際には、関が運転手を買って出たことがあったという。
2001年より役者として本格的に芸能活動を開始。俳優の夏木陽介が主宰するプロダクション（夏木プロダクション）に所属した。プロダクションの紹介で演出家・伊藤正次のもとで演技の勉強をした。2001年9月には一人芝居の公演を行う。演目は菊池寛作『父帰る』の新二郎と、市川團十郎の『外郎売』の口上であった。
2002年4月から早稲田大学の芸術学校に入学。同年の10月26日、松坂が先発した西武ライオンズ対読売ジャイアンツの日本シリーズ第1戦を観戦している。
2007年、『バッテリー』を最後に芸能界を引退。

## 作品

### TV
- 「アストロ球団」那須球太 / 2代目 上野球二役（2005年、テレビ朝日）

### 映画
- 「ドラッグストア・ガール」（2004年）
- 「バッテリー」瑞垣俊二役（2007年）